# トム・サベッジ
トム・サベッジ（Tom Savage、1989年4月18日 - ）は、スーパーラグビー・パシフィック、モアナ・パシフィカに所属するラグビー選手。

## プロフィール
- ロンドンヘイヴァリング区出身。
- ポジションはロック(LO)。
- 身長 197 cm、体重 118 kg
- ニックネームはサベ。
- U20ニュージーランド代表に選ばれたことがある[1]。
- 世界選抜に選ばれたことがある[2]。

## 来歴
14歳からラグビーを始めた。
ビショップキャッスルコミュニティ、カレッジハートプリュー大学、グロスターを経て、2019年、サントリーサンゴリアス(現・東京サントリーサンゴリアス)に加入。なおグロスター時代、主将を務めたことがある。
2020年1月18日に行われたジャパンラグビートップリーグ第2節のNTTコミュニケーションズシャイニングアークス戦にて先発出場で日本での公式戦初出場を果たす。
2023年、東京サントリーサンゴリアス退団後、翌2024年、モアナ・パシフィカに加入。